# Либерал (сказка)
«Либерал» — сатирическая сказка Михаила Евграфовича Салтыкова-Щедрина, вышедшая в 1885 году.
В сказке сатирически изображена духовная эволюция российских либералов, которые сначала просили у правительства хоть каких-то реформ — «по возможности», потом — «хоть что-нибудь», и, наконец, согласились действовать «применительно к подлости».
Фраза из сказки «Применительно к подлости», характеризующая приспособленчество и безволие либералов, стала крылатой.

## Содержание
В некоторой стране жил-был либерал, который благородно мыслил, «умел он и истину с улыбкой высказать, и простачком, где нужно, прикинуться, и бескорыстием щегольнуть» и был откровенен в высказываниях перед сведущими людьми:

Три фактора — говорил он — должны лежать в основании всякой общественности: свобода, обеспеченность и самодеятельность, они-то и дадут обществу прочные устои и приведут за собой все остальные блага.
При этом никаких категоричных требований он не выдвигал, а только просил изменений «по возможности», соглашаясь со сведущими людьми, что свобода, обеспеченность и самодеятельность нужны «в пределах», за что сведущие люди прощали либералу его неблагонадежность.
Но когда идеи либерала стали «по возможности» воплощаться в жизнь, и появились какие-то изменения, сведущие люди вдруг догадались, что «идеалы либерала не розами пахнут» и посоветовали ему воплощать их не все, а «хоть что-нибудь» и больше работать для будущего:

Тебе что нужно — будущее за твоими идеалами обеспечить? — так ведь мы тебе в этом не препятствуем. Только не торопись ты, ради Христа! Ежели нельзя «по возможности», так удовольствуйся тем, что отвоюешь «хоть что-нибудь»! Помаленьку да полегоньку, не торопясь да богу помолясь … И пшеничное зерно не сразу плод даёт.
Так либерал и поступил — сделал во имя идеалов «хоть что-нибудь» — сидит и ждёт развития в будущем. А вскоре так с этим свыкся, что и сам удивлялся, как это он раньше глупо полагал, что возможны какие-нибудь перемены в настоящем.
Но наступало будущее, а перемен не было. На отсутствие результатов сведующие люди пояснили, что это оттого, что действует либерал уж больно широко, да и почва не та — «народ у нас между тем слабый», да и предложили ему действовать «применительно к подлости», что очень просто:

Ты говоришь, что принес нам идеалы, а мы говорим: Прекрасно; только ежели ты хочешь, чтобы мы восчувствовали, то действуй применительно. Значит, идеалами-то не превозносись, а по нашему масштабу их сократи, да применительно и действуй. А потом, может быть, и мы, коли пользу увидим…

## История
Одна из 32 сказок Салтыков-Щедрина, большая часть которых написана в 1883—1886 годах. Свои первые сказки автор печатал в своём журнале «Отечественные записки», однако, в апреле 1884 года журнал был закрыт цензурой, и с 1884 по 1886 год сказки публиковались в журнале «Русские ведомости».
Сказка «Либерал» написана в апреле 1885 года. Рукописи и корректуры не сохранились.

Сказкой этой я лично доволен; но, может быть, это именно и означает, что она плоха.— Салтыков-Щедрин, из письма Соболевскому, 21 апреля 1885 года
По мнению М. М. Стасюлевича, у которого летом 1885 года останавливался Салтыков, поводом для написания сказки послужила личность и поступки известного либерального деятеля В. И. Лихачева, его неэтичные методы, применяемые для своего избрания городским головой петербургской думы.
Сказка была отправлена автором в редакцию «Русских ведомостей» 21 апреля 1885 года, но пролежала там два месяца, возможно, по цензурным причинам или по нежеланию редакции публиковать едкую сатиру на либерализм.
Впервые была опубликована в «Русских ведомостях» № 170 за 23 июня 1885 года на стр. 1, с подзаголовком «Сказка», подпись: Н. Щедрин.
Сказка вошла в вышедший в 1886 году сборник сказок писателя «23 сказки», а также во второе издание этого сборника 1887 года.

## Объект сатиры
Если в начале XIX века в России либералами называли тех, кого подозревали в сочувствии французским революционерам, то есть радикальных декабристов, то в середине XIX в. в России либералами стали называть не революционеров, а постепенцев-реформаторов, стремящихся к компромиссу с властями — именно о таких либералах и писал М. Е. Салтыков-Щедрин.
Начиная с 1860-х годов Салтыков-Щедрин неустанно преследовал либералов, так в очерке «Наши бури и непогоды» он высмеивал умеренного либерала, который перестает доверять своей собственной политической благонадежности и решает «самообыскаться». Но именно в сказке «Либерал» сатирик особенно последовательно изобразил либерала.

И в самом деле, — в восьмидесятых годах либералы докатились до последних пределов подлости. Сам Салтыков-Щедрин вкусил полную меру этой подлости, когда ни один либерал даже в частном письме не выразил ему сочувствия по поводу закрытия «Отечественных Записок». Либералы на подлость были готовы с самого начала, когда ещё действовали «по возможности».— Н.В. Яковлев, литературовед, специалист по творчеству М.Е. Салтыкова-Щедрина
В письмах того времени Салтыков-Щедрин нередко нелестно характеризовал либералов: «…Хоть бы одна либеральная свинья выразила сочувствие!» — писал он по поводу закрытия «Отечественных записок», «Нет животного более трусливого, как русский либерал».
Исследователь творческого наследия М. Е. Салтыкова-Щедрина, литературовед, академик АН СССР А. С. Бушмин писал, что в сказке «Либерал» Щедрин со всей присущей его перу силой и резкостью раскрыл до крайних пределов тенденции либерального ренегатства, неизбежно ведущего к лакейству перед буржуазией и реакционным правительством:

Трагикомедия либерализма, представленная в «Здравомысленном зайце» и «Вяленой вобле», нашла великолепное завершение в сатире «Либерал». Сказка замечательна не только тем, что в истории её героя, легко скатившегося от проповеди «идеала» к «подлости», остроумно олицетворена эволюция русского либерализма. В ней рельефно раскрыта психология ренегатства вообще, вся та система софизмов, которыми отступники пытаются оправдать свои действия и в собственном сознании и в общественном мнении.

Сатирик нарисовал верный портрет не только российского либерала 80-х годов, но и вообще всякого либерализма, в конечном счете заканчивающего свой путь действиями «применительно к подлости».— Алексей Сергеевич Бушмин
В то же время А. С. Бушмин заметил, что из сказки, однако, не следует заключать, что таково было отношение Салтыкова-Щедрина к российскому либерализму вообще: писатель, понимая, что либерализм в своих лучших проявлениях был ещё действенной силой общедемократического движения, различал в среде либералов честных, пусть и ограниченных в своих требованиях, деятелей — например, он достаточно определённо сближался с ними в ряде вопросов в «Письмах к тётеньке», а честные наивные мечтатели среди либералов отражены в сказке «Карась-идеалист».
Также отмечал и русский литературный критик Ю. И. Айхенвальд: что только «те либералы, которые свой либерализм тратят экономно и „применительно к подлости“; рыцари пустословия и „обильного словотечения“ — они в руках Салтыкова побывали».

Особенно преследовал Щедрин либералов, прикрашивавших свою холопскую сущность, свое пресмыкательство перед царизмом лицемерными словами о прогрессе, о благе общества.— Валерий Яковлевич Кирпотин
К образам и формулам сказки «Либерал» часто обращался в своих трудах В. И. Ленин. Ещё в 1894 году в работе «Что такое «друзья народа» и как они воюют против социал-демократов?» полемизируя с либеральными народниками, он писал: «Нельзя не вспомнить по этому поводу так метко описанную Щедриным историю эволюции российского либерала», а ставшие крылатыми выражения «по возможности» и «применительно к подлости» использовал в целом ряде своих статьей.

Щедрин беспощадно издевался над либералами и навсегда заклеймил их формулой: «применительно к подлости»— В. И. Ленин

## Комментарии
1. ↑  ...истину с улыбкой высказать...— перефразированная строка «И истину царям с улыбкой говорить» из стихотворения  Г.Р.  Державина «Памятник»
2. ↑  Так Стасюлевич в письме жене от 28 июня 1885 года писал: «Статью Салтыкова <«Либерал»> также получил, мне она вполне понятна: она написана в некоторое оправдание Лихачева, который испортился благодаря испорченности общества и вследствие того был вынужден, при всем своем либерализме, «применяться к подлости»»